# Tennistoernooi van Cincinnati 2020
|                                             |  |                                      |
| Viktoryja Azarenka, winnares bij de vrouwen |  | Novak Đoković, winnaar bij de mannen |

Het tennistoernooi van Cincinnati van 2020 werd van zaterdag 22 tot en met zaterdag 29 augustus 2020 gespeeld op de hardcourt-buitenbanen van het USTA Billie Jean King National Tennis Center in de Amerikaanse stad New York. De officiële naam van het toernooi was Western & Southern Open.
Dit evenement vindt normaliter plaats in Cincinnati, Ohio. Vanwege de coronapandemie werd het verplaatst naar New York, teneinde het reizen van de spelers te verminderen door dit toernooi en het daaropvolgende US Open op dezelfde locatie te organiseren.
Het toernooi bestond uit twee delen:
- WTA-toernooi van Cincinnati 2020, het toernooi voor de vrouwen
- ATP-toernooi van Cincinnati 2020, het toernooi voor de mannen

## Toernooikalender
| vrouwenenkelspel  | 1e ronde | 1e ronde | 2e ronde | 2e ronde | 3e ronde | kwart- finale | — | halve finale | finale |
| vrouwendubbelspel | 1e ronde | 1e ronde | 1e ronde | 2e ronde | 2e ronde | kwartfinale   | — | halve finale | finale |
| mannenenkelspel   | 1e ronde | 1e ronde | 2e ronde | 2e ronde | 3e ronde | kwart- finale | — | halve finale | finale |
| mannendubbelspel  | 1e ronde | 1e ronde | 1e ronde | 2e ronde | 2e ronde | kwartfinale   | — | halve finale | finale |

Op donderdag 27 augustus werden geen wedstrijden gespeeld, als protest tegen rassenongelijkheid en sociaal onrecht in de Verenigde Staten.
ATP-toernooi van Cincinnati‎ – WTA-toernooi van Cincinnati‎

2004 · 2005 · 2006 · 2007 · 2008 · 2009 · 2010 · 2011 · 2012 · 2013 · 2014 · 2015 · 2016 · 2017 · 2018 · 2019 · 2020 · 2021 · 2022 · 2023 · 2024